# Lina Moreno de Uribe
Lina María Moreno de Uribe (Medellín, 13 de noviembre de 1955) es una política  colombiana que se desempeñó como primera dama del país entre los años 2002 y 2010. Está casada con el expresidente de Colombia Álvaro Uribe Vélez, con quien tiene dos hijos: Tomás y Jerónimo Uribe.

## Biografía
Lina María Moreno Mejía se graduó en Filosofía y Letras de la Universidad Pontificia Bolivariana de Medellín, donde también cursó estudios de Antropología.
Ha acompañado a su esposo en sus diversas actividades políticas.
Durante los dos gobiernos de su marido presidió la labor de la Consejería Presidencial de Programas Especiales, creada el 5 de marzo de 2003 con el objetivo de apoyar al Gobierno Nacional en el logro de metas de política social planteadas en el Plan Nacional de Desarrollo. En este contexto, lideró el "Programa de Promoción de Derechos y Redes Constructoras de Paz", el cual busca incidir en el mejoramiento de las condiciones de vida de los adolescentes, con el fin de contribuir a la disminución de los embarazos precoces.

## Distinciones honoríficas
- Orden de Isabel la Católica (Reino de España, 2005).[cita requerida]